# Liste des gares desservies par TGV
Les trains à grande vitesse circulant en France (services TGV inOui et Ouigo, TERGV, TGV Lyria, Eurostar, ICE, AVE, Frecciarossa) desservent directement 231 gares en service régulier, en France et dans huit autres pays européens. Cette liste ne prend donc pas en compte les circulations exclusivement nationales de ces autres pays.

## Gares desservies en 2025
Cette liste est principalement établie d'après la « carte des destinations en France et en Europe » (le cas échéant, une source complémentaire est précisée), et ne doit prendre en compte que la situation actuelle (sans aucune prévision).

### En France
Les trains à grande vitesse circulant en France desservent 182 gares en service régulier (desserte quotidienne, hebdomadaire ou saisonnière).
| Gare                                        | Département           | No dpt | Région                     | Type de train                                                        | Date de la première desserte |
| ------------------------------------------- | --------------------- | ------ | -------------------------- | -------------------------------------------------------------------- | ---------------------------- |
| Aéroport Charles-de-Gaulle 2 TGV            | Seine-Saint-Denis     | 93     | Île-de-France              | TGV inOui, Ouigo, Eurostar                                           | 13 novembre 1994             |
| Agde                                        | Hérault               | 34     | Occitanie                  | TGV inOui, Ouigo                                                     | 11 décembre 1988             |
| Agen                                        | Lot-et-Garonne        | 47     | Nouvelle-Aquitaine         | TGV inOui, Ouigo                                                     | 25 septembre 1990            |
| Aime-La Plagne                              | Savoie                | 73     | Auvergne-Rhône-Alpes       | TGV inOui (saisonnier), Ouigo (saisonnier), Eurostar (saisonnier)    | 11 décembre 1988             |
| Aix-en-Provence TGV                         | Bouches-du-Rhône      | 13     | Provence-Alpes-Côte d'Azur | TGV inOui, TGV Lyria (saisonnier), Ouigo, Eurostar (saisonnier), AVE | 10 juin 2001                 |
| Aix-les-Bains-Le Revard                     | Savoie                | 73     | Auvergne-Rhône-Alpes       | TGV inOui                                                            | 25 septembre 1983            |
| Albertville                                 | Savoie                | 73     | Auvergne-Rhône-Alpes       | TGV inOui (saisonnier), Ouigo (saisonnier), Eurostar (saisonnier)    | 11 décembre 1988             |
| Amiens                                      | Somme                 | 80     | Hauts-de-France            | TERGV (en semaine)                                                   | 6 janvier 2020               |
| Ancenis                                     | Loire-Atlantique      | 44     | Pays de la Loire           | TGV inOui (hebdomadaire)                                             | 24 septembre 1989            |
| Angers-Saint-Laud                           | Maine-et-Loire        | 49     | Pays de la Loire           | TGV inOui, Ouigo                                                     | 24 septembre 1989            |
| Angoulême                                   | Charente              | 16     | Nouvelle-Aquitaine         | TGV inOui, Ouigo                                                     | 25 septembre 1990            |
| Annecy                                      | Haute-Savoie          | 74     | Auvergne-Rhône-Alpes       | TGV inOui                                                            | 25 septembre 1983            |
| Annemasse                                   | Haute-Savoie          | 74     | Auvergne-Rhône-Alpes       | TGV inOui (hebdomadaire)                                             | 11 décembre 1983             |
| Antibes                                     | Alpes-Maritimes       | 06     | Provence-Alpes-Côte d'Azur | TGV inOui, Ouigo                                                     | 4 avril 1987                 |
| Arcachon                                    | Gironde               | 33     | Nouvelle-Aquitaine         | TGV inOui                                                            | 25 septembre 1990            |
| Les Arcs - Draguignan                       | Var                   | 83     | Provence-Alpes-Côte d'Azur | TGV inOui, Ouigo                                                     | 4 avril 1987                 |
| Arles                                       | Bouches-du-Rhône      | 13     | Provence-Alpes-Côte d'Azur | TGV inOui                                                            | 4 juillet 1982               |
| Arras                                       | Pas-de-Calais         | 62     | Hauts-de-France            | TGV inOui, TERGV                                                     | 25 septembre 1984            |
| Auray                                       | Morbihan              | 56     | Bretagne                   | TGV inOui, Ouigo                                                     | 10 septembre 1991            |
| Avignon-Centre                              | Vaucluse              | 84     | Provence-Alpes-Côte d'Azur | TGV inOui                                                            | 4 juillet 1982               |
| Avignon TGV                                 | Vaucluse              | 84     | Provence-Alpes-Côte d'Azur | TGV inOui, TGV Lyria (saisonnier), Ouigo, Eurostar (saisonnier), AVE | 10 juin 2001                 |
| Bar-le-Duc                                  | Meuse                 | 55     | Grand Est                  | TGV inOui                                                            | 25 juin 2006                 |
| La Baule-Escoublac                          | Loire-Atlantique      | 44     | Pays de la Loire           | TGV inOui                                                            | 24 septembre 1989            |
| Bayonne                                     | Pyrénées-Atlantiques  | 64     | Nouvelle-Aquitaine         | TGV inOui                                                            | 25 septembre 1990            |
| Beaune                                      | Côte-d'Or             | 21     | Bourgogne-Franche-Comté    | TGV inOui                                                            | 25 septembre 1983            |
| Belfort - Montbéliard TGV                   | Territoire de Belfort | 90     | Bourgogne-Franche-Comté    | TGV inOui, TGV Lyria                                                 | 11 décembre 2011             |
| Bellegarde                                  | Ain                   | 01     | Auvergne-Rhône-Alpes       | TGV inOui (hebdomadaire), TGV Lyria                                  | 27 septembre 1981            |
| Besançon Franche-Comté TGV                  | Doubs                 | 25     | Bourgogne-Franche-Comté    | TGV inOui                                                            | 11 décembre 2011             |
| Besançon-Viotte                             | Doubs                 | 25     | Bourgogne-Franche-Comté    | TGV inOui                                                            | 27 septembre 1981            |
| Béthune                                     | Pas-de-Calais         | 62     | Hauts-de-France            | TGV inOui                                                            | 23 mai 1993                  |
| Béziers                                     | Hérault               | 34     | Occitanie                  | TGV inOui, Ouigo                                                     | 11 décembre 1988             |
| Biarritz                                    | Pyrénées-Atlantiques  | 64     | Nouvelle-Aquitaine         | TGV inOui                                                            | 25 septembre 1990            |
| Bordeaux-Saint-Jean                         | Gironde               | 33     | Nouvelle-Aquitaine         | TGV inOui, Ouigo                                                     | 25 septembre 1990            |
| Boulogne-Ville                              | Pas-de-Calais         | 62     | Hauts-de-France            | TGV inOui, TERGV                                                     | 29 mai 1994                  |
| Bourg-en-Bresse                             | Ain                   | 01     | Auvergne-Rhône-Alpes       | TGV Lyria                                                            | 27 septembre 1981            |
| Bourg-Saint-Maurice                         | Savoie                | 73     | Auvergne-Rhône-Alpes       | TGV inOui (saisonnier), Ouigo (saisonnier), Eurostar (saisonnier)    | 11 décembre 1988             |
| Brest                                       | Finistère             | 29     | Bretagne                   | TGV inOui, Ouigo                                                     | 24 septembre 1989            |
| Calais - Fréthun                            | Pas-de-Calais         | 62     | Hauts-de-France            | TGV inOui, TERGV                                                     | 26 septembre 1993            |
| Calais-Ville                                | Pas-de-Calais         | 62     | Hauts-de-France            | TGV inOui, TERGV                                                     | 26 septembre 1993            |
| Cannes                                      | Alpes-Maritimes       | 06     | Provence-Alpes-Côte d'Azur | TGV inOui, Ouigo                                                     | 4 avril 1987                 |
| Carcassonne                                 | Aude                  | 11     | Occitanie                  | TGV inOui                                                            | 28 septembre 1997            |
| Chalon-sur-Saône                            | Saône-et-Loire        | 71     | Bourgogne-Franche-Comté    | TGV inOui                                                            | 25 septembre 1983            |
| Châlons-en-Champagne                        | Marne                 | 51     | Grand Est                  | TGV inOui                                                            | 25 juin 2006                 |
| Chambéry - Challes-les-Eaux                 | Savoie                | 73     | Auvergne-Rhône-Alpes       | TGV inOui, Eurostar (saisonnier), Frecciarossa                       | 26 septembre 1982            |
| Champagne-Ardenne TGV                       | Marne                 | 51     | Grand Est                  | TGV inOui                                                            | 10 juin 2007                 |
| Charleville-Mézières                        | Ardennes              | 08     | Grand Est                  | TGV inOui                                                            | 10 juin 2007                 |
| Châtellerault                               | Vienne                | 86     | Nouvelle-Aquitaine         | TGV inOui                                                            | 25 septembre 1990            |
| Cluses                                      | Haute-Savoie          | 74     | Auvergne-Rhône-Alpes       | TGV inOui (saisonnier)                                               | 16 décembre 1984             |
| Colmar                                      | Haut-Rhin             | 68     | Grand Est                  | TGV inOui                                                            | 12 décembre 2004             |
| Le Creusot - Montceau - Montchanin          | Saône-et-Loire        | 71     | Bourgogne-Franche-Comté    | TGV inOui                                                            | 27 septembre 1981            |
| Le Croisic                                  | Loire-Atlantique      | 44     | Pays de la Loire           | TGV inOui                                                            | 24 septembre 1989            |
| Croix - Wasquehal                           | Nord                  | 59     | Hauts-de-France            | TGV inOui                                                            | 23 mai 1993                  |
| Dax                                         | Landes                | 40     | Nouvelle-Aquitaine         | TGV inOui                                                            | 25 septembre 1990            |
| Dijon-Ville                                 | Côte-d'Or             | 21     | Bourgogne-Franche-Comté    | TGV inOui, TGV Lyria                                                 | 27 septembre 1981            |
| Dol-de-Bretagne                             | Ille-et-Vilaine       | 35     | Bretagne                   | TGV inOui                                                            | 11 décembre 2005             |
| Dole-Ville                                  | Jura                  | 39     | Bourgogne-Franche-Comté    | TGV inOui, TGV Lyria                                                 | 27 septembre 1981            |
| Douai                                       | Nord                  | 59     | Hauts-de-France            | TGV inOui                                                            | 25 septembre 1984            |
| Dunkerque                                   | Nord                  | 59     | Hauts-de-France            | TGV inOui, TERGV                                                     | 23 mai 1993                  |
| Épinal                                      | Vosges                | 88     | Grand Est                  | TGV inOui                                                            | 10 juin 2007                 |
| Étaples - Le Touquet                        | Pas-de-Calais         | 62     | Hauts-de-France            | TGV inOui, TERGV                                                     | 12 décembre 2010             |
| Évian-les-Bains                             | Haute-Savoie          | 74     | Auvergne-Rhône-Alpes       | TGV inOui (hebdomadaire)                                             | 11 décembre 1983             |
| Facture-Biganos                             | Gironde               | 33     | Nouvelle-Aquitaine         | TGV inOui                                                            | 25 septembre 1990            |
| Forbach                                     | Moselle               | 57     | Grand Est                  | TGV inOui, ICE                                                       | 10 juin 2007                 |
| Frasne                                      | Doubs                 | 25     | Bourgogne-Franche-Comté    | TGV Lyria                                                            | 22 janvier 1984              |
| Futuroscope                                 | Vienne                | 86     | Nouvelle-Aquitaine         | TGV inOui                                                            | 28 mai 2000                  |
| Grenoble                                    | Isère                 | 38     | Auvergne-Rhône-Alpes       | TGV inOui, Ouigo (saisonnier)                                        | 4 mars 1985                  |
| Guingamp                                    | Côtes-d'Armor         | 22     | Bretagne                   | TGV inOui, Ouigo                                                     | 24 septembre 1989            |
| Le Havre                                    | Seine-Maritime        | 76     | Normandie                  | TGV inOui                                                            | 12 décembre 2004             |
| Hazebrouck                                  | Nord                  | 59     | Hauts-de-France            | TGV inOui                                                            | 23 mai 1993                  |
| Hendaye                                     | Pyrénées-Atlantiques  | 64     | Nouvelle-Aquitaine         | TGV inOui                                                            | 25 septembre 1990            |
| Hyères                                      | Var                   | 83     | Provence-Alpes-Côte d'Azur | TGV inOui                                                            | 3 juillet 1994               |
| Lamballe                                    | Côtes-d'Armor         | 22     | Bretagne                   | TGV inOui                                                            | 24 septembre 1989            |
| Landerneau                                  | Finistère             | 29     | Bretagne                   | TGV inOui                                                            | 24 septembre 1989            |
| Landry                                      | Savoie                | 73     | Auvergne-Rhône-Alpes       | TGV inOui (saisonnier), Eurostar (saisonnier)                        | 11 décembre 1988             |
| Lannion                                     | Côtes-d'Armor         | 22     | Bretagne                   | TGV inOui (hebdomadaire)                                             | 30 juin 2000                 |
| Laval                                       | Mayenne               | 53     | Pays de la Loire           | TGV inOui, Ouigo                                                     | 24 septembre 1989            |
| Lens                                        | Pas-de-Calais         | 62     | Hauts-de-France            | TGV inOui                                                            | 23 mai 1993                  |
| Libourne                                    | Gironde               | 33     | Nouvelle-Aquitaine         | TGV inOui                                                            | 25 septembre 1990            |
| Lille-Europe                                | Nord                  | 59     | Hauts-de-France            | TGV inOui, TERGV, Eurostar                                           | 23 janvier 1994              |
| Lille-Flandres                              | Nord                  | 59     | Hauts-de-France            | TGV inOui, Ouigo                                                     | 25 septembre 1984            |
| Lorient                                     | Morbihan              | 56     | Bretagne                   | TGV inOui, Ouigo                                                     | 10 septembre 1991            |
| Lorraine TGV                                | Moselle               | 57     | Grand Est                  | TGV inOui                                                            | 10 juin 2007                 |
| Lourdes                                     | Hautes-Pyrénées       | 65     | Occitanie                  | TGV inOui                                                            | 25 septembre 1990            |
| Lunéville                                   | Meurthe-et-Moselle    | 54     | Grand Est                  | TGV inOui                                                            | 28 août 2006                 |
| Lyon-Part-Dieu                              | Métropole de Lyon     | 69M    | Auvergne-Rhône-Alpes       | TGV inOui, TGV Lyria (saisonnier), Ouigo, AVE, Frecciarossa          | 13 juin 1983                 |
| Lyon-Perrache                               | Métropole de Lyon     | 69M    | Auvergne-Rhône-Alpes       | TGV inOui, Ouigo, Frecciarossa                                       | 27 septembre 1981            |
| Lyon-Saint-Exupéry TGV                      | Rhône                 | 69D    | Auvergne-Rhône-Alpes       | TGV inOui, Ouigo                                                     | 3 juillet 1994               |
| Mâcon-Loché TGV                             | Saône-et-Loire        | 71     | Bourgogne-Franche-Comté    | TGV inOui                                                            | 27 septembre 1981            |
| Mâcon-Ville                                 | Saône-et-Loire        | 71     | Bourgogne-Franche-Comté    | TGV inOui                                                            | 28 septembre 1997            |
| Le Mans                                     | Sarthe                | 72     | Pays de la Loire           | TGV inOui, Ouigo                                                     | 24 septembre 1989            |
| Mantes-la-Jolie                             | Yvelines              | 78     | Île-de-France              | TGV inOui                                                            | septembre 1986               |
| Marne-la-Vallée - Chessy                    | Seine-et-Marne        | 77     | Île-de-France              | TGV inOui, Ouigo, Eurostar                                           | 29 mai 1994                  |
| Marseille-Saint-Charles                     | Bouches-du-Rhône      | 13     | Provence-Alpes-Côte d'Azur | TGV inOui, TGV Lyria (saisonnier), Ouigo, Eurostar (saisonnier), AVE | 4 juillet 1982               |
| Massy - Palaiseau                           | Essonne               | 91     | Île-de-France              | TGV inOui                                                            | septembre 1986               |
| Massy TGV                                   | Essonne               | 91     | Île-de-France              | TGV inOui, Ouigo                                                     | 29 septembre 1991            |
| Metz-Ville                                  | Moselle               | 57     | Grand Est                  | TGV inOui, Ouigo                                                     | 10 juin 2001                 |
| Meuse TGV                                   | Meuse                 | 55     | Grand Est                  | TGV inOui                                                            | 10 juin 2007                 |
| Miramas                                     | Bouches-du-Rhône      | 13     | Provence-Alpes-Côte d'Azur | TGV inOui                                                            | 4 juillet 1982               |
| Modane                                      | Savoie                | 73     | Auvergne-Rhône-Alpes       | TGV inOui, Frecciarossa                                              | 11 décembre 1983             |
| Montauban-Ville-Bourbon                     | Tarn-et-Garonne       | 82     | Occitanie                  | TGV inOui, Ouigo                                                     | 25 septembre 1990            |
| Montbard                                    | Côte-d'Or             | 21     | Bourgogne-Franche-Comté    | TGV inOui                                                            | 27 septembre 1981            |
| Montélimar                                  | Drôme                 | 26     | Auvergne-Rhône-Alpes       | TGV inOui                                                            | 4 juillet 1982               |
| Montpellier-Saint-Roch                      | Hérault               | 34     | Occitanie                  | TGV inOui, Ouigo, AVE                                                | 4 juillet 1982               |
| Montpellier-Sud-de-France                   | Hérault               | 34     | Occitanie                  | TGV inOui, Ouigo                                                     | 7 juillet 2018               |
| Morlaix                                     | Finistère             | 29     | Bretagne                   | TGV inOui, Ouigo                                                     | 24 septembre 1989            |
| Mouchard                                    | Jura                  | 39     | Bourgogne-Franche-Comté    | TGV Lyria                                                            | 22 janvier 1984              |
| Moûtiers - Salins - Brides-les-Bains        | Savoie                | 73     | Auvergne-Rhône-Alpes       | TGV inOui (saisonnier), Ouigo (saisonnier), Eurostar (saisonnier)    | 11 décembre 1988             |
| Mulhouse-Ville                              | Haut-Rhin             | 68     | Grand Est                  | TGV inOui, TGV Lyria                                                 | 12 décembre 2004             |
| Nancy-Ville                                 | Meurthe-et-Moselle    | 54     | Grand Est                  | TGV inOui                                                            | 10 juin 2001                 |
| Nantes                                      | Loire-Atlantique      | 44     | Pays de la Loire           | TGV inOui, Ouigo                                                     | 24 septembre 1989            |
| Narbonne                                    | Aude                  | 11     | Occitanie                  | TGV inOui, Ouigo, AVE                                                | 2 juin 1996                  |
| Nice-Ville                                  | Alpes-Maritimes       | 06     | Provence-Alpes-Côte d'Azur | TGV inOui, Ouigo                                                     | 4 avril 1987                 |
| Nîmes                                       | Gard                  | 30     | Occitanie                  | TGV inOui, Ouigo, AVE                                                | 4 juillet 1982               |
| Nîmes-Pont-du-Gard                          | Gard                  | 30     | Occitanie                  | TGV inOui, Ouigo                                                     | 20 décembre 2019             |
| Niort                                       | Deux-Sèvres           | 79     | Nouvelle-Aquitaine         | TGV inOui, Ouigo                                                     | 3 juillet 1993               |
| Nurieux                                     | Ain                   | 01     | Auvergne-Rhône-Alpes       | TGV Lyria                                                            | 10 décembre 2010             |
| Orange                                      | Vaucluse              | 84     | Provence-Alpes-Côte d'Azur | TGV inOui                                                            | 4 juillet 1982               |
| Orthez                                      | Pyrénées-Atlantiques  | 64     | Nouvelle-Aquitaine         | TGV inOui                                                            | 25 septembre 1990            |
| Paris-Est                                   | Paris                 | 75     | Île-de-France              | TGV inOui, Ouigo, ICE                                                | 25 juin 2006                 |
| Paris-Gare-de-Lyon                          | Paris                 | 75     | Île-de-France              | TGV inOui, TGV Lyria, Ouigo, Frecciarossa                            | 27 septembre 1981            |
| Paris-Montparnasse                          | Paris                 | 75     | Île-de-France              | TGV inOui, Ouigo                                                     | 24 septembre 1989            |
| Paris-Nord                                  | Paris                 | 75     | Île-de-France              | TGV inOui, Eurostar                                                  | 23 mai 1993                  |
| Pau                                         | Pyrénées-Atlantiques  | 64     | Nouvelle-Aquitaine         | TGV inOui                                                            | 25 septembre 1990            |
| Perpignan                                   | Pyrénées-Orientales   | 66     | Occitanie                  | TGV inOui, Ouigo, AVE                                                | 2 juin 1996                  |
| Plouaret-Trégor                             | Côtes-d'Armor         | 22     | Bretagne                   | TGV inOui                                                            | 24 septembre 1989            |
| Poitiers                                    | Vienne                | 86     | Nouvelle-Aquitaine         | TGV inOui, Ouigo                                                     | 25 septembre 1990            |
| Pornichet                                   | Loire-Atlantique      | 44     | Pays de la Loire           | TGV inOui                                                            | 24 septembre 1989            |
| Le Pouliguen                                | Loire-Atlantique      | 44     | Pays de la Loire           | TGV inOui                                                            | 24 septembre 1989            |
| Quimper                                     | Finistère             | 29     | Bretagne                   | TGV inOui, Ouigo                                                     | 27 septembre 1992            |
| Quimperlé                                   | Finistère             | 29     | Bretagne                   | TGV inOui                                                            | 27 septembre 1992            |
| Rang-du-Fliers - Verton                     | Pas-de-Calais         | 62     | Hauts-de-France            | TGV inOui, TERGV                                                     | 12 décembre 2010             |
| Redon                                       | Ille-et-Vilaine       | 35     | Bretagne                   | TGV inOui                                                            | 10 septembre 1991            |
| Reims                                       | Marne                 | 51     | Grand Est                  | TGV inOui                                                            | 10 juin 2007                 |
| Remiremont                                  | Vosges                | 88     | Grand Est                  | TGV inOui                                                            | 10 juin 2007                 |
| Rennes                                      | Ille-et-Vilaine       | 35     | Bretagne                   | TGV inOui, Ouigo                                                     | 24 septembre 1989            |
| Rethel                                      | Ardennes              | 08     | Grand Est                  | TGV inOui                                                            | 10 juin 2007                 |
| La Roche-sur-Yon                            | Vendée                | 85     | Pays de la Loire           | TGV inOui                                                            | 28 mai 2000                  |
| La Rochelle-Ville                           | Charente-Maritime     | 17     | Nouvelle-Aquitaine         | TGV inOui, Ouigo                                                     | 3 juillet 1993               |
| Rosporden                                   | Finistère             | 29     | Bretagne                   | TGV inOui                                                            | 27 septembre 1992            |
| Roubaix                                     | Nord                  | 59     | Hauts-de-France            | TGV inOui                                                            | 23 mai 1993                  |
| Rouen-Rive-Droite                           | Seine-Maritime        | 76     | Normandie                  | TGV inOui                                                            | septembre 1986               |
| Sablé-sur-Sarthe                            | Sarthe                | 72     | Pays de la Loire           | TGV inOui                                                            | 24 septembre 1989            |
| Les Sables-d'Olonne                         | Vendée                | 85     | Pays de la Loire           | TGV inOui                                                            | 28 mai 2000                  |
| Saint-Avre - La Chambre                     | Savoie                | 73     | Auvergne-Rhône-Alpes       | TGV inOui (saisonnier)                                               | 11 décembre 1983             |
| Saint-Brieuc                                | Côtes-d'Armor         | 22     | Bretagne                   | TGV inOui, Ouigo                                                     | 24 septembre 1989            |
| Saint-Dié-des-Vosges                        | Vosges                | 88     | Grand Est                  | TGV inOui                                                            | 10 juin 2007                 |
| Saint-Étienne-Châteaucreux                  | Loire                 | 42     | Auvergne-Rhône-Alpes       | TGV inOui                                                            | 27 septembre 1981            |
| Saint-Gervais-les-Bains-Le Fayet            | Haute-Savoie          | 74     | Auvergne-Rhône-Alpes       | TGV inOui (saisonnier)                                               | 16 décembre 1984             |
| Saint-Jean-de-Luz - Ciboure                 | Pyrénées-Atlantiques  | 64     | Nouvelle-Aquitaine         | TGV inOui                                                            | 25 septembre 1990            |
| Saint-Jean-de-Maurienne - Vallée de l'Arvan | Savoie                | 73     | Auvergne-Rhône-Alpes       | TGV inOui, Frecciarossa                                              | 11 décembre 1983             |
| Saint-Maixent (Deux-Sèvres)                 | Deux-Sèvres           | 79     | Nouvelle-Aquitaine         | TGV inOui                                                            | 3 juillet 1993               |
| Saint-Malo                                  | Ille-et-Vilaine       | 35     | Bretagne                   | TGV inOui                                                            | 11 décembre 2005             |
| Saint-Michel - Valloire                     | Savoie                | 73     | Auvergne-Rhône-Alpes       | TGV inOui (saisonnier)                                               | 11 décembre 1983             |
| Saint-Nazaire                               | Loire-Atlantique      | 44     | Pays de la Loire           | TGV inOui                                                            | 24 septembre 1989            |
| Saint-Pierre-des-Corps                      | Indre-et-Loire        | 37     | Centre-Val de Loire        | TGV inOui, Ouigo                                                     | 25 septembre 1990            |
| Saint-Raphaël-Valescure                     | Var                   | 83     | Provence-Alpes-Côte d'Azur | TGV inOui, Ouigo                                                     | 4 avril 1987                 |
| Sallanches - Combloux - Megève              | Haute-Savoie          | 74     | Auvergne-Rhône-Alpes       | TGV inOui (saisonnier)                                               | 16 décembre 1984             |
| Sarrebourg                                  | Moselle               | 57     | Grand Est                  | TGV inOui                                                            | 28 août 2006                 |
| Saumur                                      | Maine-et-Loire        | 49     | Pays de la Loire           | TGV inOui                                                            | 28 mai 2000                  |
| Saverne                                     | Bas-Rhin              | 67     | Grand Est                  | TGV inOui                                                            | 28 août 2006                 |
| Sedan                                       | Ardennes              | 08     | Grand Est                  | TGV inOui                                                            | 10 juin 2007                 |
| Sélestat                                    | Bas-Rhin              | 67     | Grand Est                  | TGV inOui                                                            | 11 décembre 2011             |
| Sète                                        | Hérault               | 34     | Occitanie                  | TGV inOui, Ouigo                                                     | 11 décembre 1988             |
| Strasbourg-Ville                            | Bas-Rhin              | 67     | Grand Est                  | TGV inOui, Ouigo, ICE                                                | 12 décembre 2004             |
| Surgères                                    | Charente-Maritime     | 17     | Nouvelle-Aquitaine         | TGV inOui, Ouigo                                                     | 3 juillet 1993               |
| Tarbes                                      | Hautes-Pyrénées       | 65     | Occitanie                  | TGV inOui                                                            | 25 septembre 1990            |
| La Teste                                    | Gironde               | 33     | Nouvelle-Aquitaine         | TGV inOui (hebdomadaire)                                             | 25 septembre 1990            |
| TGV Haute-Picardie                          | Somme                 | 80     | Hauts-de-France            | TGV inOui, Ouigo                                                     | 3 juillet 1994               |
| Thionville                                  | Moselle               | 57     | Grand Est                  | TGV inOui                                                            | 25 juin 2006                 |
| Thonon-les-Bains                            | Haute-Savoie          | 74     | Auvergne-Rhône-Alpes       | TGV inOui (hebdomadaire)                                             | 11 décembre 1983             |
| Toulon                                      | Var                   | 83     | Provence-Alpes-Côte d'Azur | TGV inOui, Ouigo                                                     | 23 mai 1984                  |
| Toulouse-Matabiau                           | Haute-Garonne         | 31     | Occitanie                  | TGV inOui, Ouigo                                                     | 25 septembre 1990            |
| Tourcoing                                   | Nord                  | 59     | Hauts-de-France            | TGV inOui, Ouigo                                                     | 23 mai 1993                  |
| Tours                                       | Indre-et-Loire        | 37     | Centre-Val de Loire        | TGV inOui                                                            | 25 septembre 1990            |
| Valence TGV                                 | Drôme                 | 26     | Auvergne-Rhône-Alpes       | TGV inOui, Ouigo, Eurostar (saisonnier), AVE                         | 10 juin 2001                 |
| Valence-Ville                               | Drôme                 | 26     | Auvergne-Rhône-Alpes       | TGV inOui                                                            | 4 juillet 1982               |
| Valenciennes                                | Nord                  | 59     | Hauts-de-France            | TGV inOui                                                            | 23 mai 1993                  |
| Vannes                                      | Morbihan              | 56     | Bretagne                   | TGV inOui, Ouigo                                                     | 10 septembre 1991            |
| Vendôme - Villiers-sur-Loir                 | Loir-et-Cher          | 41     | Centre-Val de Loire        | TGV inOui                                                            | 25 septembre 1990            |
| Versailles-Chantiers                        | Yvelines              | 78     | Île-de-France              | TGV inOui                                                            | septembre 1986               |
| Vitré                                       | Ille-et-Vilaine       | 35     | Bretagne                   | TGV inOui                                                            | 24 septembre 1989            |
| Vitry-le-François                           | Marne                 | 51     | Grand Est                  | TGV inOui                                                            | 25 juin 2006                 |

### À l'étranger
Les trains à grande vitesse, circulant en partie sur le territoire français, desservent 49 gares à l'étranger en service régulier.

#### Allemagne
| Gare                       | Land                        | Type de train  | Date de la première desserte |
| -------------------------- | --------------------------- | -------------- | ---------------------------- |
| Aéroport de Düsseldorf     | Rhénanie-du-Nord-Westphalie | Eurostar       | 29 août 2011                 |
| Aix-la-Chapelle Hbf        | Rhénanie-du-Nord-Westphalie | Eurostar       | 14 décembre 1997             |
| Augsbourg Hbf              | Bavière                     | TGV inOui      | 9 décembre 2007              |
| Baden-Baden                | Bade-Wurtemberg             | TGV inOui      | 23 mars 2012                 |
| Berlin-Est                 | Berlin                      | ICE            | 16 décembre 2024             |
| Berlin Hbf                 | Berlin                      | ICE            | 16 décembre 2024             |
| Berlin-Spandau             | Berlin                      | ICE            | 16 décembre 2024             |
| Cologne Hbf                | Rhénanie-du-Nord-Westphalie | Eurostar       | 14 décembre 1997             |
| Dortmund Hbf               | Rhénanie-du-Nord-Westphalie | Eurostar       | 13 décembre 2015             |
| Duisbourg Hbf              | Rhénanie-du-Nord-Westphalie | Eurostar       | 29 août 2011                 |
| Düsseldorf Hbf             | Rhénanie-du-Nord-Westphalie | Eurostar       | 29 août 2011                 |
| Essen Hbf                  | Rhénanie-du-Nord-Westphalie | Eurostar       | 29 août 2011                 |
| Francfort-sur-le-Main Hbf  | Hesse                       | ICE, TGV inOui | 10 juin 2007                 |
| Francfort-sur-le-Main-Midi | Hesse                       | ICE            | 16 décembre 2024             |
| Fribourg-en-Brisgau Hbf    | Bade-Wurtemberg             | TGV inOui      | 26 août 2013                 |
| Kaiserslautern Hbf         | Rhénanie-Palatinat          | ICE, TGV inOui | 10 juin 2007                 |
| Karlsruhe Hbf              | Bade-Wurtemberg             | ICE, TGV inOui | 10 juin 2007                 |
| Lahr (Schwarzw)            | Bade-Wurtemberg             | TGV inOui      | 9 décembre 2018              |
| Mannheim Hbf               | Bade-Wurtemberg             | ICE, TGV inOui | 10 juin 2007                 |
| Munich Hbf                 | Bavière                     | TGV inOui      | 9 décembre 2007              |
| Offenbourg                 | Bade-Wurtemberg             | TGV inOui      | 9 décembre 2018              |
| Ringsheim/Europa-Park      | Bade-Wurtemberg             | TGV inOui      | 11 décembre 2022             |
| Sarrebruck Hbf             | Sarre                       | ICE, TGV inOui | 10 juin 2007                 |
| Stuttgart Hbf              | Bade-Wurtemberg             | ICE, TGV inOui | 10 juin 2007                 |
| Ulm Hbf                    | Bade-Wurtemberg             | TGV inOui      | 9 décembre 2007              |

Total : 25 gares

#### Belgique
| Gare             | Province | Région                       | Type de train       | Date de la première desserte |
| ---------------- | -------- | ---------------------------- | ------------------- | ---------------------------- |
| Anvers-Central   | Anvers   | Région flamande              | Eurostar            | 2 juin 1996                  |
| Bruxelles-Midi   | —        | Région de Bruxelles-Capitale | Eurostar, TGV inOui | 14 novembre 1994             |
| Liège-Guillemins | Liège    | Région wallonne              | Eurostar            | 14 décembre 1997             |

Total : 3 gares

#### Espagne
| Gare                     | Province    | Communauté autonome | Type de train  | Date de la première desserte |
| ------------------------ | ----------- | ------------------- | -------------- | ---------------------------- |
| Barcelone-Sants          | Barcelone   | Catalogne           | TGV inOui, AVE | 15 décembre 2013             |
| Camp de Tarragone        | Tarragone   | Catalogne           | AVE            | 6 juillet 2014               |
| Figueras - Vilafant      | Gérone      | Catalogne           | TGV inOui, AVE | 19 décembre 2010             |
| Gérone                   | Gérone      | Catalogne           | TGV inOui, AVE | 15 décembre 2013             |
| Guadalajara - Yebes (es) | Guadalajara | Castille-La Manche  | AVE            | 28 juillet 2023              |
| Madrid-Atocha            | Madrid      | Madrid              | AVE            | 15 décembre 2013             |
| Saragosse-Delicias       | Saragosse   | Aragon              | AVE            | 6 juillet 2014               |

Total : 7 gares

#### Italie
| Gare                                  | Province ou ville métropolitaine | Région    | Type de train           | Date de la première desserte |
| ------------------------------------- | -------------------------------- | --------- | ----------------------- | ---------------------------- |
| Milan-Centrale                        | Milan                            | Lombardie | Frecciarossa            | 15 décembre 1996             |
| Milan-Porta Garibaldi                 | Milan                            | Lombardie | TGV inOui               | novembre 2011                |
| Oulx - Cesana - Claviere - Sestrières | Turin                            | Piémont   | TGV inOui, Frecciarossa | 15 décembre 1996             |
| Turin-Porta-Susa                      | Turin                            | Piémont   | TGV inOui, Frecciarossa | 15 décembre 1996             |

Total : 4 gares

#### Luxembourg
| Gare       | Canton     | Type de train | Date de la première desserte |
| ---------- | ---------- | ------------- | ---------------------------- |
| Luxembourg | Luxembourg | TGV inOui     | 25 juin 2006                 |

Total : 1 gare

#### Pays-Bas
| Gare              | Province                | Type de train | Date de la première desserte |
| ----------------- | ----------------------- | ------------- | ---------------------------- |
| Amsterdam-Central | Hollande-Septentrionale | Eurostar      | 2 juin 1996                  |
| Rotterdam-Central | Hollande-Méridionale    | Eurostar      | 2 juin 1996                  |
| Schiphol-Aéroport | Hollande-Septentrionale | Eurostar      | 2 juin 1996                  |

Total : 3 gares

#### Royaume-Uni
| Gare                  | Comté         | Région        | Type de train | Date de la première desserte |
| --------------------- | ------------- | ------------- | ------------- | ---------------------------- |
| Londres-Saint-Pancras | Grand Londres | Grand Londres | Eurostar      | 14 novembre 2007             |

Total : 1 gare

#### Suisse
| Gare            | Canton     | Type de train | Date de la première desserte |
| --------------- | ---------- | ------------- | ---------------------------- |
| Bâle CFF        | Bâle-Ville | TGV Lyria     | 10 juin 2007                 |
| Genève-Cornavin | Genève     | TGV Lyria     | 27 septembre 1981            |
| Lausanne        | Vaud       | TGV Lyria     | 22 janvier 1984              |
| Vallorbe        | Vaud       | TGV Lyria     | 22 janvier 1984              |
| Zurich HB       | Zurich     | TGV Lyria     | 28 septembre 1997            |

Total : 5 gares

## Gares dont la desserte régulière par des trains à grande vitesse a cessé

### En France
Les gares listées ici étaient desservies uniquement en service régulier (desserte quotidienne, hebdomadaire ou saisonnière).
| Gare                 | Département           | Région                     | Date de la première desserte | Date de la dernière desserte | Commentaire | Sources                                                                                              |
| -------------------- | --------------------- | -------------------------- | ---------------------------- | ---------------------------- | --- | --- |
| Les Aubrais          | Loiret                | Centre-Val de Loire        | 2 décembre 2001              | juillet 2002                 | TGV expérimental Tours – Orléans – Roissy | Article de La Gazette des communes                                                                   |
| Les Aubrais          | Loiret                | Centre-Val de Loire        | 9 décembre 2007              | 30 mai 2016                  | TGV Brive – Lille | |
| Belfort              | Territoire de Belfort | Bourgogne-Franche-Comté    | 12 décembre 2004             | 10 décembre 2011             | Desserte transférée en gare de Belfort - Montbéliard TGV.                                                                                      | |
| Blois - Chambord     | Loir-et-Cher          | Centre-Val de Loire        | 2 décembre 2001              | juillet 2002                 | TGV expérimental Tours – Orléans – Roissy | Article de La Gazette des communes                                                                   |
| Brive-la-Gaillarde   | Corrèze               | Nouvelle-Aquitaine         | 9 décembre 2007              | 30 mai 2016                  | TGV Brive – Lille | |
| Caen                 | Calvados              | Normandie                  | 28 septembre 1997            | mai 1999                     | TGV expérimental Cherbourg – Roissy – Lille | Article Wikimanche « Cherbourg-Lille », rapport de la FNAUT                                          |
| Caen                 | Calvados              | Normandie                  | 5 juillet 2009               | 11 décembre 2010             | TGV expérimental Cherbourg – Roissy – Dijon | Article Le Figaro, article Wikimanche « Cherbourg-Dijon », rapport de la FNAUT                       |
| Cambrai              | Nord                  | Hauts-de-France            | 23 janvier 1994              | entre 1999 et 2004           | Desserte expérimentale du TGV Nord | Bilan LOTI de la LGV Nord, rapport de la FNAUT                                                       |
| Carentan             | Manche                | Normandie                  | 28 septembre 1997            | mai 1999                     | TGV expérimental Cherbourg – Roissy – Lille | Rapport de la FNAUT                                                                                  |
| Châteauroux          | Indre                 | Centre-Val de Loire        | 9 décembre 2007              | 30 mai 2016                  | TGV Brive – Lille | |
| Cherbourg            | Manche                | Normandie                  | 28 septembre 1997            | mai 1999                     | TGV expérimental Cherbourg – Roissy – Lille | Article Wikimanche « Cherbourg-Lille », rapport de la FNAUT                                          |
| Cherbourg            | Manche                | Normandie                  | 5 juillet 2009               | 11 décembre 2010             | TGV expérimental Cherbourg – Roissy – Dijon | Article Manche libre, article Le Figaro, article Wikimanche « Cherbourg-Dijon », rapport de la FNAUT |
| Commercy             | Meuse                 | Grand Est                  | 28 avril 2008                | 4 avril 2010                 | Desserte expérimentale par le TGV Est | Rapport de la FNAUT                                                                                  |
| Conflans-Fin-d'Oise  | Yvelines              | Île-de-France              | 13 décembre 2009             | 11 décembre 2010             | Desserte expérimentale par le TGV Le Havre – Strasbourg                                                                                        | Divers sites Internet,, rapport de la FNAUT                                                          |
| Culmont - Chalindrey | Haute-Marne           | Grand Est                  | 11 décembre 2011             | 8 décembre 2018              | Desserte initialement supprimée en raison de travaux en gare de Lyon-Part-Dieu ; jamais restaurée par la suite.                                | Articles de Lorraine Actu,                                                                           |
| Culoz                | Ain                   | Auvergne-Rhône-Alpes       | 27 septembre 1981            | 11 décembre 2010             | | |
| Évreux-Normandie     | Eure                  | Normandie                  | 28 septembre 1997            | mai 1999                     | TGV expérimental Cherbourg – Roissy – Lille | Rapport de la FNAUT                                                                                  |
| Évreux-Normandie     | Eure                  | Normandie                  | 5 juillet 2009               | 11 décembre 2010             | TGV expérimental Cherbourg – Roissy – Dijon | Article Le Figaro, rapport de la FNAUT                                                               |
| Fontainebleau - Avon | Seine-et-Marne        | Île-de-France              | 5 juillet 2009               | 10 décembre 2011             | Desserte par le TGV « Yonne-Méditerranée » | Article d'Auxerre TV                                                                                 |
| Juvisy               | Essonne               | Île-de-France              | 9 décembre 2007              | 30 mai 2016                  | TGV Brive – Lille | |
| Laroche - Migennes   | Yonne                 | Bourgogne-Franche-Comté    | 29 septembre 1996            | 10 décembre 2011             | Desserte par le TGV « Yonne-Méditerranée » | Article d'Auxerre TV                                                                                 |
| Limoges-Bénédictins  | Haute-Vienne          | Nouvelle-Aquitaine         | 9 décembre 2007              | 30 mai 2016                  | TGV Brive – Lille | |
| Lisieux              | Calvados              | Normandie                  | 28 septembre 1997            | mai 1999                     | TGV expérimental Cherbourg – Roissy – Lille | Rapport de la FNAUT                                                                                  |
| Lisieux              | Calvados              | Normandie                  | 5 juillet 2009               | 11 décembre 2010             | TGV expérimental Cherbourg – Roissy – Dijon | Article Wikimanche « Cherbourg-Dijon »                                                               |
| Longueau             | Somme                 | Hauts-de-France            | 25 septembre 1984            | 28 mai 1994                  | Desserte (par la liaison TGV Lille – Lyon) supprimée à la suite de la mise en service de la LGV Nord et de celle de la LGV Interconnexion Est. | |
| Lons-le-Saunier      | Jura                  | Bourgogne-Franche-Comté    | 12 décembre 2004             | 8 décembre 2018              | Desserte initialement supprimée en raison de travaux en gare de Lyon-Part-Dieu ; jamais restaurée par la suite.                                | Article de France 3 Bourgogne-Franche-Comté, article de Voix du Jura                                 |
| Lyon-Brotteaux       | Rhône                 | Auvergne-Rhône-Alpes       | 27 septembre 1981            | 12 juin 1983                 | Desserte transférée en gare de Lyon-Part-Dieu.                                                                                                 | |
| Melun                | Seine-et-Marne        | Île-de-France              | 29 septembre 1996            | 10 décembre 2011             | Desserte par le TGV « Yonne-Méditerranée » | Article d'Auxerre TV                                                                                 |
| Menton               | Alpes-Maritimes       | Provence-Alpes-Côte d'Azur | 28 septembre 1997            | 2020 ou 2021                 | Les trains concernés sont limités à Nice-Ville depuis cette période.                                                                           | |
| Montbéliard          | Doubs                 | Bourgogne-Franche-Comté    | 12 décembre 2004             | 10 décembre 2011             | Desserte transférée en gare de Belfort - Montbéliard TGV.                                                                                      | |
| Morcenx              | Landes                | Nouvelle-Aquitaine         | 25 septembre 1990            | ?                            | Desserte par les TGV Paris – Dax (terminus spécifique supprimé).                                                                               | |
| Neufchâteau          | Vosges                | Grand Est                  | 16 septembre 2006            | 8 décembre 2018              | Desserte initialement supprimée en raison de travaux en gare de Lyon-Part-Dieu ; jamais restaurée par la suite.                                | Articles de Lorraine Actu,                                                                           |
| Pontarlier           | Doubs                 | Bourgogne-Franche-Comté    | 31 mai 1987                  | 14 décembre 2013             | Desserte par les TGV Paris – Berne jusqu'à leur report d'itinéraire via Bâle, à la suite de la mise en service de la LGV Rhin-Rhône.           | Article L'Est républicain                                                                            |
| Ruffec               | Charente              | Nouvelle-Aquitaine         | 25 septembre 1990            | 2 juillet 2017               | Desserte supprimée lors de la mise en service commercial de la LGV Sud Europe Atlantique.                                                      | |
| Saint-Omer           | Pas-de-Calais         | Hauts-de-France            | 23 janvier 1994              | avril 2012                   | Desserte par la liaison spécifique Paris – Saint-Omer, supprimée à cette période en raison de la fin de son conventionnement.                  | Article de La Voix du Nord, rapport de la FNAUT                                                      |
| Savenay              | Loire-Atlantique      | Pays de la Loire           | 24 septembre 1989            | juin 2017                    | Desserte qui était uniquement effectuée le lundi matin, par un TGV Saint-Nazaire – Paris.                                                      | |
| Sens                 | Yonne                 | Bourgogne-Franche-Comté    | 29 septembre 1996            | 10 décembre 2011             | Desserte par le TGV « Yonne-Méditerranée » | Article d'Auxerre TV                                                                                 |
| La Souterraine       | Creuse                | Nouvelle-Aquitaine         | 9 décembre 2007              | 30 mai 2016                  | TGV Brive – Lille | |
| Toul                 | Meurthe-et-Moselle    | Grand Est                  | 11 décembre 2011             | 8 décembre 2018              | Desserte initialement supprimée en raison de travaux en gare de Lyon-Part-Dieu ; jamais restaurée par la suite.                                | Articles de Lorraine Actu,                                                                           |
| Valognes             | Manche                | Normandie                  | 28 septembre 1997            | mai 1999                     | TGV expérimental Cherbourg – Roissy – Lille | Rapport de la FNAUT                                                                                  |
| Vierzon-Ville        | Cher                  | Centre-Val de Loire        | 9 décembre 2007              | 30 mai 2016                  | TGV Brive – Lille | |
| Yvetot               | Seine-Maritime        | Normandie                  | 12 décembre 2004             | ?                            | Ancienne desserte du TGV Le Havre – Marseille                                                                                                  | Évocation de la suppression dans un article de la vie des gares, la vie des rails…                   |

### À l'étranger
Ces gares sont celles dont la desserte régulière par des trains à grande vitesse depuis la France a été supprimée.
| Gare                        | Subdivision territoriale | Pays        | Type de train | Date de la première desserte | Date de la dernière desserte | Commentaire | Sources                                      |
| --------------------------- | ------------------------ | ----------- | ------------- | ---------------------------- | ---------------------------- | --- | -------------------------------------------- |
| Aigle                       | Vaud                     | Suisse      | TGV Lyria     | 10 décembre 1995             | hiver 2016-2017              | Desserte par le « TGV Lyria des Neiges », non reconduite à partir de l'hiver 2017-2018. | Article de TourMaG.com                       |
| Anvers-Berchem              | Région flamande          | Belgique    | Thalys        | 2 juin 1996                  | 8 décembre 2007              | Desserte par les Thalys Paris – Amsterdam reportée à la gare d'Anvers-Central (qui était desservie uniquement par les trains limités au parcours Paris – Anvers) le 9 décembre 2007, à la suite de l'ouverture d'un tunnel supprimant le cul-de-sac dans cette gare. | Article de TourMaG.com                       |
| Ashford International       | Kent                     | Royaume-Uni | Eurostar      | 8 janvier 1996               | 2020                         | Desserte interrompue en raison de la pandémie de Covid-19 et du Brexit. | Article de French Morning London.            |
| Bardonnèche                 | Piémont                  | Italie      | Frecciarossa  | 15 décembre 1996             | 2023                         | La relation TGV inOui Paris – Milan desservait cette gare jusqu'en décembre 2022 ; toutefois, la liaison Frecciarossa (effectuée dans le cadre de l'ouverture à la concurrence) y effectuait un arrêt depuis la même date. Cette desserte, initialement interrompue à la suite de l'éboulement survenu en 2023, n'est finalement pas restaurée malgré la réouverture de la ligne de la Maurienne en 2025. |                                              |
| Berne                       | Berne                    | Suisse      | TGV Lyria     | 31 mai 1987                  | 4 décembre 2019              | |                                              |
| Brigue                      | Valais                   | Suisse      | TGV Lyria     | 10 décembre 1995             | hiver 2016-2017              | Desserte par le « TGV Lyria des Neiges », non reconduite à partir de l'hiver 2017-2018. | Article de TourMaG.com                       |
| Bruges                      | Région flamande          | Belgique    | Thalys        | 14 décembre 1997             | 31 mars 2015                 | Desserte par le « Thalys flamand », supprimé. | Le Journal du chemin de fer, 04-05/2015      |
| Bruxelles-Aéroport-Zaventem | Région flamande          | Belgique    | Thalys        | octobre 2011                 | 2015                         | Desserte réalisée par certains trains de la relation Paris – Bruxelles, qui étaient ainsi prolongés au-delà de la gare de Bruxelles-Midi. |                                              |
| Charleroi-Central           | Région wallonne          | Belgique    | Thalys        | 14 décembre 1997             | 31 mars 2015                 | Desserte par le « Thalys wallon », supprimé. | Le Journal du chemin de fer, 04-05/2015      |
| Coire                       | Grisons                  | Suisse      | TGV Lyria     | 10 décembre 2007             | 8 mars 2009                  | Desserte hivernale | Le portail ferroviaire de Guillaume Bertrand |
| Ebbsfleet International     | Kent                     | Royaume-Uni | Eurostar      | 19 novembre 2007             | 2020                         | Desserte interrompue en raison de la pandémie de Covid-19 et du Brexit. | Article de French Morning London             |
| Emmendingen                 | Bade-Wurtemberg          | Allemagne   | TGV inOui     | 9 décembre 2018              | 10 décembre 2022             | Desserte intermédiaire du TGV Paris-Est – Fribourg-en-Brisgau, remplacée par celle de Ringsheim/Europa-Park le 11 décembre 2022. |                                              |
| Gand-Saint-Pierre           | Région flamande          | Belgique    | Thalys        | 14 décembre 1997             | 31 mars 2015                 | Desserte par le « Thalys flamand », supprimé. | Le Journal du chemin de fer, 04-05/2015      |
| La Haye-HS                  | Hollande-Méridionale     | Pays-Bas    | Thalys        | 2 juin 1996                  | 12 décembre 2009             | Desserte par les Thalys Paris – Amsterdam jusqu'à leur report d'itinéraire par la HSL-Zuid. | Article de Libération                        |
| Interlaken-Est              | Berne                    | Suisse      | TGV Lyria     | 9 décembre 2012              | 9 décembre 2017              | Desserte limitée à Berne après cette date. |                                              |
| Interlaken-Ouest            | Berne                    | Suisse      | TGV Lyria     | 9 décembre 2012              | 9 décembre 2017              | Desserte limitée à Berne après cette date. |                                              |
| Irun                        | Pays basque              | Espagne     | TGV           | 25 septembre 1990            | 9 décembre 2017              | La desserte a été limitée à Hendaye après cette date. |                                              |
| Landquart                   | Grisons                  | Suisse      | TGV Lyria     | 10 décembre 2007             | 8 mars 2009                  | Desserte hivernale | Le portail ferroviaire de Guillaume Bertrand |
| Loèche                      | Valais                   | Suisse      | TGV Lyria     | 10 décembre 1995             | hiver 2016-2017              | Desserte par le « TGV Lyria des Neiges », non reconduite à partir de l'hiver 2017-2018. | Article de TourMaG.com                       |
| Londres-Waterloo            | Grand Londres            | Royaume-Uni | Eurostar      | 14 novembre 1994             | 13 novembre 2007             | Desserte reportée en gare de Saint-Pancras, à la suite de la mise en service complète de la High Speed 1. |                                              |
| Martigny                    | Valais                   | Suisse      | TGV Lyria     | 10 décembre 1995             | hiver 2016-2017              | Desserte par le « TGV Lyria des Neiges », non reconduite à partir de l'hiver 2017-2018. | Article de TourMaG.com                       |
| Monaco                      | La Condamine             | Monaco      | TGV           | 28 septembre 1997            | 6 décembre 1999              | Desserte reportée le lendemain dans la nouvelle gare de Monaco-Monte-Carlo. |                                              |
| Monaco-Monte-Carlo          | La Condamine             | Monaco      | TGV inOui     | 7 décembre 1999              | 2020 ou 2021                 | Les TGV Paris – Menton sont limités à Nice-Ville depuis cette période. |                                              |
| Mons                        | Région wallonne          | Belgique    | Thalys        | 14 décembre 1997             | 31 mars 2015                 | Desserte par le « Thalys wallon », supprimé. | Le Journal du chemin de fer, 04-05/2015      |
| Montreux                    | Vaud                     | Suisse      | TGV Lyria     | 10 décembre 1995             | hiver 2016-2017              | Desserte par le « TGV Lyria des Neiges », non reconduite à partir de l'hiver 2017-2018. | Article de TourMaG.com                       |
| Müllheim (Baden)            | Bade-Wurtemberg          | Allemagne   | TGV           | 13 décembre 2015             | 8 décembre 2018              | Desserte par le TGV Paris-Gare-de-Lyon – Fribourg-en-Brisgau via Mulhouse, empruntant un nouvel itinéraire depuis le 9 décembre 2018 : Paris-Est – Fribourg-en-Brisgau via Strasbourg. |                                              |
| Namur                       | Région wallonne          | Belgique    | Thalys        | 14 décembre 1997             | 31 mars 2015                 | Desserte par le « Thalys wallon », supprimé. | Le Journal du chemin de fer, 04-05/2015      |
| Neuchâtel                   | Neuchâtel                | Suisse      | TGV Lyria     | 31 mai 1987                  | 14 décembre 2013             | Desserte par les TGV Paris – Berne jusqu'à leur report d'itinéraire via Bâle, à la suite de la mise en service de la LGV Rhin-Rhône. | Article L'Est républicain                    |
| Novare                      | Piémont                  | Italie      | TGV inOui     | 15 décembre 1996             | 10 décembre 2022             | Ancienne desserte des TGV Paris – Milan. |                                              |
| Olten                       | Soleure                  | Suisse      | TGV Lyria     | 8 décembre 2013              | 4 décembre 2019              | Desserte par les TGV Paris – Berne. |                                              |
| Ostende                     | Région flamande          | Belgique    | Thalys        | 14 décembre 1997             | 31 mars 2015                 | Desserte par le « Thalys flamand », supprimé. | Le Journal du chemin de fer, 04-05/2015      |
| Rho-Fiera                   | Lombardie                | Italie      | TGV           | mai 2015                     | octobre 2015                 | Desserte régulière temporaire (le temps de l'Expo 2015) par les TGV Paris – Milan. |                                              |
| Rosendael                   | Brabant-Septentrional    | Pays-Bas    | Thalys        | 2 juin 1996                  | 12 décembre 2009             | Desserte par les Thalys Paris – Amsterdam jusqu'à leur report d'itinéraire par la HSL-Zuid. |                                              |
| Sargans                     | Saint-Gall               | Suisse      | TGV Lyria     | 10 décembre 2007             | 8 mars 2009                  | Desserte hivernale | Le portail ferroviaire de Guillaume Bertrand |
| Sierre                      | Valais                   | Suisse      | TGV Lyria     | 10 décembre 1995             | hiver 2016-2017              | Desserte par le « TGV Lyria des Neiges », non reconduite à partir de l'hiver 2017-2018. | Article de TourMaG.com                       |
| Sion                        | Valais                   | Suisse      | TGV Lyria     | 10 décembre 1995             | hiver 2016-2017              | Desserte par le « TGV Lyria des Neiges », non reconduite à partir de l'hiver 2017-2018. | Article de TourMaG.com                       |
| Spiez                       | Berne                    | Suisse      | TGV Lyria     | 9 décembre 2012              | 14 décembre 2013             | Desserte par les TGV Paris – Interlaken. | Horaires Lyria 2014                          |
| Thoune                      | Berne                    | Suisse      | TGV Lyria     | 9 décembre 2012              | 14 décembre 2013             | Desserte par les TGV Paris – Interlaken. | Horaires Lyria 2014                          |
| Verceil                     | Piémont                  | Italie      | TGV inOui     | 15 décembre 1996             | 10 décembre 2022             | Ancienne desserte des TGV Paris – Milan. |                                              |
| Viège                       | Valais                   | Suisse      | TGV Lyria     | 10 décembre 1995             | hiver 2016-2017              | Desserte par le « TGV Lyria des Neiges », non reconduite à partir de l'hiver 2017-2018. | Article de TourMaG.com                       |
| Vintimille                  | Ligurie                  | Italie      | TGV           | 28 septembre 1997            | 8 décembre 2018              | La desserte a été limitée à Menton le 9 décembre 2018. |                                              |